# Lissonota posticalis
Lissonota posticalis là một loài tò vò trong họ Ichneumonidae.